# Mitrella hernandezi
Mitrella hernandezi is een slakkensoort uit de familie van de Columbellidae. De wetenschappelijke naam van de soort is voor het eerst geldig gepubliceerd in 2005 door Boyer & Rolán.